# C31 (Namibië)
De C31 is een secundaire weg in het noordoosten van Namibië. De weg loopt van Okahandja naar Summerdown. In Okahandja sluit de weg aan op de B1 naar Windhoek en Otjiwarongo en op de B2 naar Swakopmund.
De C31 is 166 kilometer lang en loopt door de regio's Otjozondjupa en Omaheke.